# Грбови рејона Самарске области
Грбови рејона Самарске области обухвата галерију грбова административних јединица руске области Самарске области, са статусом градских округа и рејона, те њихове историјске грбове (уколико их има).
Већина грбова настала је након успостављања Руске Федерације и Самарске области, као њеног саставног субјекта.

## Грбови округа и рејона
- Грб рејона 
 Алексејевског
- Грб рејона 
 Безенчушког
- Грб рејона 
 Богатовског
- Грб рејона 
 Бољшеглушичог
- Грб рејона 
 Бољшечерниговског
- Грб рејона 
 Борског
- Грб рејона 
 Волшког
- Грб рејона 
 Елховског
- Грб рејона 
 Исаклинског
- Грб рејона 
 Камишлинског
- Грб рејона 
 Кинељског
- Грб рејона 
 Кинељ-Черкашког
- Грб рејона 
 Кљавлинског
- Грб рејона 
 Кошкинског
- Грб рејона 
 Красноармејски
- Грб рејона 
 Краснојарског
- Грб рејона 
 Њефтегорског
- Грб рејона 
 Пестравског
- Грб рејона 
 Похвистњевског
- Грб рејона 
 Приволшког
- Грб рејона 
 Сергијевског
- Грб рејона 
 Ставропољског
- Грб рејона 
 Сизранског
- Грб рејона 
 Хворостјанског
- Грб рејона 
 Челно-Вершинског
- Грб рејона 
 Шенталинског
- Грб рејона 
 Шигонског